# Tatiana Nikolaïeva
Tatiana Petrovna Nikolaïeva (em russo:  Татьяна Пeтрoвнa Николаева) (24 de maio de 1924 - 22 de novembro de 1993 foi uma compositora, professora e pianista nascida na Rússia.

## Vida pessoal
Nikolayeva nasceu em Bezhitsa (hoje parte do território de Bryansk) em 4 de maio de 1924, sua mãe foi uma professora de piano, e seu pai foi um violinista amador. Ela Iniciou o estudo de piano aos 3 anos de idade, compondo aos 20 e aos 30 ingressa no Conservatório de Moscou estudando com Goldenweiser e Evgeny Golubev iniciou uma amizade com Alexander Scriabin, Sergei Rachmaninoff e Nikolai Medtner, graduou-se em 1948
Não pode ter sido amiga de Alexander Scriabin porque Scriabin morreu em 1915, nove anos antes de Tatiana Nikolaieva nascer (1924). Sergei Rachmaninoff saiu da Rússia em 1917 (7 anos antes de Tatiana nascer) exilou-se nos Estados Unidos e nunca mais voltou à Rússia, tendo falecido em 1943 quando Tatiana tinha 19 anos incompletos. A afirmação de que Tatiana Nikolaieva e Sergei Rachmaninoff eram amigos carece de demonstração inequívoca pois parece muito improvável que alguma vez se tenham sequer encontrado.

## Carreira
Em 1950 ganhou reconhecimento por ganhar a competição internacional Johann Sebastian Bach, nesta competição conheceu Dmitri Shostakovich construindo uma amizade de longa data.
Em 1959 Nikolayeva, aos 35 anos de idade, se torna professora no Conservatório de Moscou. Criou mais de 50 gravações durante sua carreira após a queda do comunismo ela iniciou uma série de apresentações na Europa.

## Premiações
Ela ganhou os seguintes prêmios ao longo da carreira
- Artista Soviético do Povo (1983)
- Prémio Estaline, primeira classe (1951)

## Morte
Em 13 de novembro de 1993, enquanto se apresentava em San Francisco, Estados Unidos, sofreu uma hemorragia cerebral, que a impediu de terminar a apresentação. Faleceu nove dias depois, no dia 22 de novembro (algumas fontes informam a data do falecimento como o dia 13, porém a data está incorreta)